# Pelagibacter ubique
Candidatus Pelagibacter ubique — єдиний представник запропонованого роду Pelagibacter та ймовірно одна з найчисленніших бактерій у світі. Належить до альфа-протеобактерій клади SAR11. Спочатку була відома лише по рРНК-генам, виявленим у зразках води Саргасового моря в 1990 році. Сама бактерія була вперше виявлена в 2002 році і тоді ж отримала назву, яка поки що не оформлена офіційно за всіма правилами номенклатури.
P. ubique поширена по всій Земній кулі та складає частину планктону. З діаметром клітини між 0,12 і 0,20 мікрон вона є одним з найдрібніших відомих одноклітинних організмів, що проживають незалежно.